# Komisja śledcza do zbadania prawidłowości i legalności działań oraz występowania zaniedbań i zaniechań organów i instytucji publicznych w zakresie zapewnienia dochodów Skarbu Państwa z tytułu podatku od towarów i usług i podatku akcyzowego

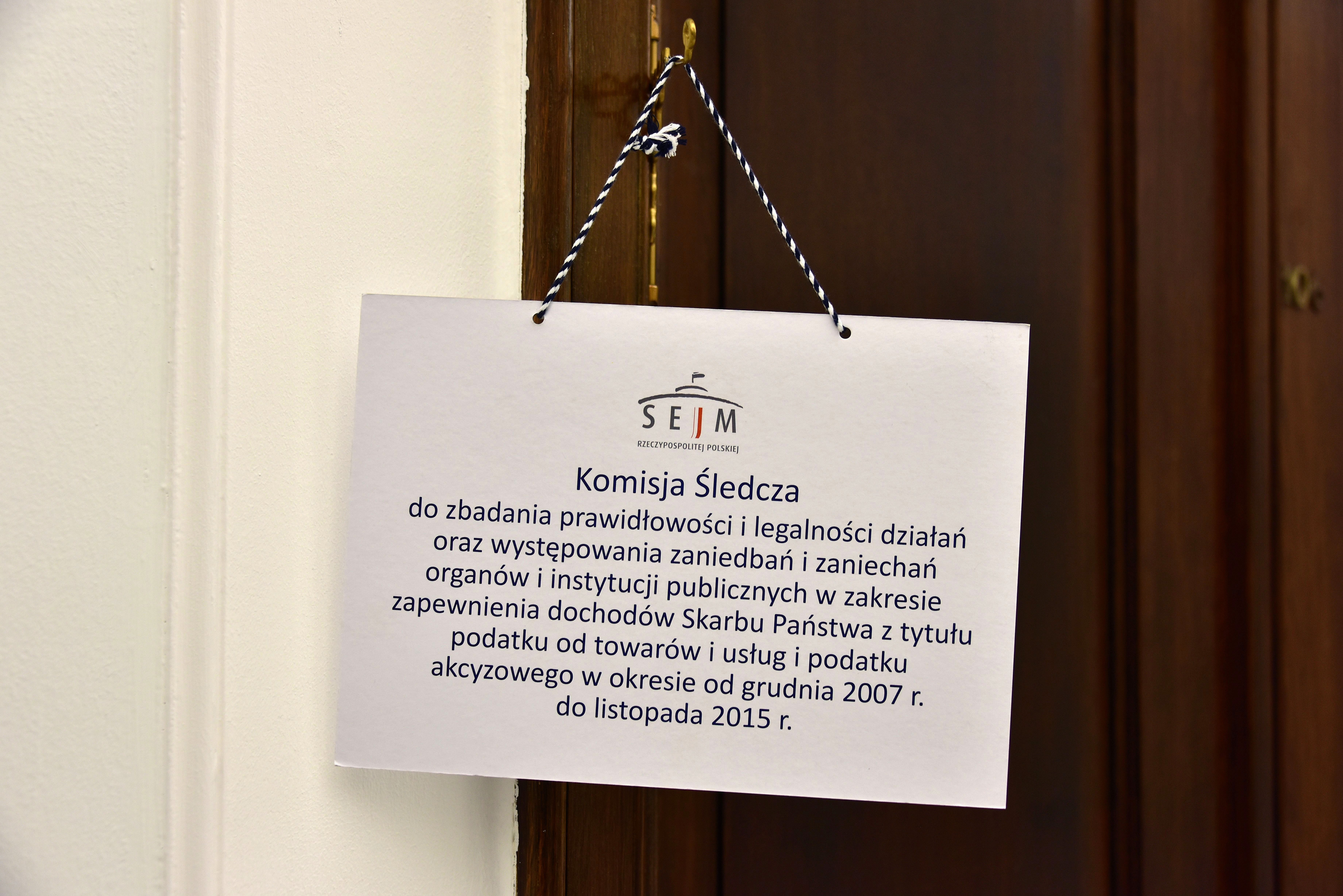
Informacja o trwającym posiedzeniu komisji

Komisja Śledcza do zbadania prawidłowości i legalności działań oraz występowania zaniedbań i zaniechań organów i instytucji publicznych w zakresie zapewnienia dochodów Skarbu Państwa z tytułu podatku od towarów i usług i podatku akcyzowego w okresie od grudnia 2007 do listopada 2015 (skrót: SKVAT) – komisja śledcza powołana uchwałą Sejmu VIII kadencji z 5 lipca 2018.

## Akty prawne regulujące działanie komisji
- Konstytucja Rzeczypospolitej Polskiej z dnia 2 kwietnia 1997 (Dz.U. z 1997 r. nr 78, poz. 483) – art. 111
- Ustawa z dnia 21 stycznia 1999 o sejmowej komisji śledczej (Dz.U. z 2016 r. poz. 1024)
- Uchwała Sejmu Rzeczypospolitej Polskiej z dnia 30 lipca 1992 – Regulamin Sejmu Rzeczypospolitej Polskiej (M.P. z 2021 r. poz. 483) – Rozdział 11a
- Uchwała Sejmu Rzeczypospolitej Polskiej z dnia 5 lipca 2018 w sprawie powołania Komisji Śledczej do zbadania prawidłowości i legalności działań oraz występowania zaniedbań i zaniechań organów i instytucji publicznych w zakresie zapewnienia dochodów Skarbu Państwa z tytułu podatku od towarów i usług i podatku akcyzowego w okresie od grudnia 2007 do listopada 2015 (M.P. z 2018 r. poz. 687)
- Uchwała Sejmu Rzeczypospolitej Polskiej z dnia 20 lipca 2018 w sprawie wyboru składu osobowego Komisji Śledczej do zbadania prawidłowości i legalności działań oraz występowania zaniedbań i zaniechań organów i instytucji publicznych w zakresie zapewnienia dochodów Skarbu Państwa z tytułu podatku od towarów i usług i podatku akcyzowego w okresie od grudnia 2007 do listopada 2015 (M.P. z 2018 r. poz. 726)

## Członkowie komisji

### Obecny skład komisji
Skład komisji został wybrany 20 lipca 2018.
Pełny skład komisji składa się z 9 członków wybieranych przez Sejm spośród posłów.
| Poz. | Imię i nazwisko     | Zdjęcie | Przynależność do Klubu Parlamentarnego / Klubu Poselskiego | Funkcja                   | Przynależność do komisji |
| ---- | ------------------- | ------- | ---------------------------------------------------------- | ------------------------- | ------------------------ |
| 1.   | Marcin Horała       |         | PiS                                                        | Przewodniczący            | od 20 lipca 2018         |
| 2.   | Małgorzata Janowska |         | PiS                                                        |                           | od 20 lipca 2018         |
| 3.   | Andrzej Matusiewicz |         | PiS                                                        |                           | od 20 lipca 2018         |
| 4.   | Wojciech Murdzek    |         | PiS                                                        |                           | od 20 lipca 2018         |
| 5.   | Kazimierz Smoliński |         | PiS                                                        | Zastępca przewodniczącego | od 20 lipca 2018         |
| 6.   | Zbigniew Konwiński  |         | PO                                                         |                           | od 20 lipca 2018         |
| 7.   | Błażej Parda        |         | Kukiz’15                                                   | Zastępca przewodniczącego | od 27 listopada 2018     |
| 8.   | Genowefa Tokarska   |         | PSL-UED                                                    |                           | od 20 lipca 2018         |
| 9.   | Mirosław Pampuch    |         | .Nowoczesna                                                |                           | od 20 lipca 2018         |

### Zmiany w składzie komisji
| Poz. | Imię i nazwisko | Zdjęcie | Przynależność do Klubu Parlamentarnego / Klubu Poselskiego | Funkcja                   | Przynależność do komisji              |
| ---- | --------------- | ------- | ---------------------------------------------------------- | ------------------------- | ------------------------------------- |
| 1.   | Marek Jakubiak  |         | Poseł niezrzeszony                                         | Zastępca przewodniczącego | od 20 lipca 2018 do 27 listopada 2018 |
| 2.   | Błażej Parda    |         | Kukiz’15                                                   | Zastępca przewodniczącego | od 27 listopada 2018                  |